# Andreas von Wrbna
Andreas von Wrbna (* unbekannt; † 9. April 1241 in Wahlstatt, Herzogtum Schlesien) war ein schlesischer Adliger. 

## Leben
Andreas Wrbna entstammte dem ältesten schlesischen Grafenhaus Wrbna und war der Sohn von Stephan von Wrbna († 9. April 1241), Landeshauptmann von Liegnitz.
Er war verheiratet und hatte zwei Söhne.
Gemeinsam mit seinem Vater nahm er 1241 im nahe gelegenen Wahlstatt an der Schlacht bei Liegnitz statt, in der Herzog Heinrich II. von Polen mit einem deutsch-polnischen Ritterheer von den Mongolen der Goldenen Horde, unter der Führung von Batu Khan und Subutai, besiegt wurde.
Heinrich II. hatte zu diesem Kampf sein Heer in fünf Gruppen eingeteilt, von denen sich in der ersten Gruppe Kreuzfahrer, in der zweiten Gruppe polnische Flüchtlinge, in der dritten Gruppe Oberschlesier und in der vierten Gruppe deutsche Ordensritter unter dem Landmeister Poppo von Osterna befanden. In der fünften Gruppe befanden sich der Herzog, einige Ritter des deutschen Ordens, weitere Waffenbrüder, sein Vater und Andreas von Wrbna. Bei den nun folgenden Kämpfen verlor nicht nur Andreas von Wrbna sein Leben, sondern auch Heinrich II. und sein Vater wurden hierbei getötet.
Er wurde, gemeinsam mit seinem Vater, in der St. Jakobskirche in Breslau beigesetzt.
Einer seiner Nachkommen war Rudolph von Wrbna.